# Jules Delafosse
Pour les articles homonymes, voir Delafosse.
Jules-Victor Delafosse, né le 10 mars 1841 à Pont-Farcy et mort le 1er février 1916 à Paris 8e, est un homme politique français.

## Biographie
Après ses études à Vire, Delafosse a obtenu sa licence ès lettres à la faculté des lettres de Caen. Alors qu’il sillonne l’Europe, la guerre de 1870 le trouve en Suisse. Rentré en France, il passe le siège de Paris dans la garde nationale.
Entré au Journal de Paris en 1870, il remplace Jean-Jacques Weiss au Paris-Journal (d) , après l’élection présidentielle française de 1873. En 1876, il est l’un des fondateurs, avec Albert Duruy, du journal bonapartiste La Nation, dont il est resté l’un des rédacteurs principaux, après sa fusion avec L'Ordre. À la disparition de cette dernière publication, il retourne dans son département natal pour fonder, à Caen, l’Ami de l’ordre.
Son entrée en politique aux élections du 20 février 1876, dans l’arrondissement de Vire, sous l’étiquette bonapartiste, s’est soldée par un échec lorsqu’il n’a réuni que 3 692 voix contre 7 477 à son adversaire républicain, Arsène Picard. Ayant pris place à droite au sein du groupe de l’Appel au peuple, il devient bientôt un des orateurs les plus écoutés de ce côté de la Chambre, surtout en matière de politique extérieure.
À nouveau candidat officiel et bonapartiste, à l’élection provoquée, le 14 octobre 1877, par la crise du 16 mai 1877, il bat à nouveau Arsène Picard par 8 504 voix, contre 8 403. À la suite de l’invalidation de cette élection par la Chambre, il est définitivement réélu, à l’issue d’un nouveau suffrage, le 17 juillet 1878, par 8 464 voix contre 8 198.
En juin 1880, il condamne la neutralité absolue que Charles de Freycinet s’était empressé d’exprimer dans la guerre de Trente Jours opposant le royaume de Grèce à l’Empire ottoman.
Reconduit, le 21 août 1881, par 8 760 voix sur 17 297 votants et 20 843 inscrits, contre 8 317 au candidat républicain, Victor Hébert. Le 23 février 1882, il interpelle le ministre des Affaires étrangères sur son hostilité à la Turquie sur la question égyptienne.
Le 15 mai 1883, il proteste contre l’expédition de Chine et il critiqua, le 10 juillet, le désaveu infligé par le gouvernement à l’ambassadeur Bourée dans ses pourparlers avec l’Empire du Milieu. Le 26 juin 1884, il s’en prit au cabinet Ferry sur l’attitude effacée qu’il montrait à l’Angleterre au sujet de l’invasion de l’Égypte et reproche vivement, en novembre, les indécisions et les dissimulations du cabinet dans l’affaire du Tonkin.
Le 26 mars 1885, il questionne le premier le cabinet sur la retraite de Lang Son et demande, le 30 mars, la mise en accusation du ministère. Au cours du débat sur cette motion, le 4 juin, il attaque l’ancienne majorité qui « a permis au cabinet, habile à exploiter son dévouement et sa complaisance, de tout oser impunément contre la patrie et contre la loi. »
Élu 1er sur 7, avec 53 054 voix sur 89 064 votants et 117 207 inscrits aux élections du 4 octobre 1885, sur la liste conservatrice du Calvados, il s’oppose, le 22 décembre suivant, aux fonds supplémentaires requis sollicités pour l’expédition du Tonkin, protestant constamment contre la politique coloniale.

Il prend part au mouvement boulangiste et, en juillet 1887, lors de l’association de son nom, aux ouvertures de putsch qui, selon Francis Laur, auraient été faites au général Boulanger, par quatre-vingt-quatorze généraux d’un côté, et par une délégation de la droite d'autre part, ce dernier n’a fait aucune difficulté à admettre l’entretien qu’il avait eu en privé avec le général, après l’affaire Schnæbelé du 20 avril 1887 : 

« Si le général comprit, dit-il, que je préférais une dictature militaire, à défaut d’un régime plus régulier, au parlementarisme, je ne conteste pas qu’il ait eu raison. C’est une opinion fort commune aujourd’hui. On la professe à peu près partout. »

Après une période de polémiques passionnées, assagi par l’expérience des hommes et des choses, désabusé par toutes sortes de désillusions, s’adonna désormais à des études purement théoriques et, renonçant presque à ses ambitions politiques, chercha d'un autre côté la consécration de son talent. Dans ses dernières années, il s'est fait particulièrement remarquer, par sa collaboration régulière au journal le Matin où, dans le concert d’opinions multicolores défendues tour à tour par cet organe, il avait son jour pour professer les mêmes opinions qu’à l’Assemblée en représentant les intérêts de la politique monarchiste. S’il s’est fait beaucoup applaudir comme orateur, il a été beaucoup plus encore écrivain, et a laissé une œuvre littéraire considérable. Candidat à l’Académie, en 1895, il a été battu d’une voix par Jules Lemaitre au fauteuil de Victor Duruy.
Delafosse a été membre du comité des Douze chargé de la direction politique de la droite parlementaire. Dans la dernière session de la législature, le 11 février 1889, il s’abstint sur le sujet de la restauration du scrutin d’arrondissement et il se prononça en faveur de l’ajournement sine die de la réforme de la Constitution, contre les poursuites contre trois députés adhérents à la Ligue des patriotes, contre le projet de loi Lisbonne sur la liberté de la presse, contre les poursuites contre le général Boulanger. En avril 1889, il lutta à la tribune contre la proposition de loi organisant le Sénat en haute cour de justice pour juger le général Boulanger.
Décoré de la Légion d’honneur en 1877, son éloge funèbre a été prononcé par le président de la Chambre, Paul Deschanel. Il repose au cimetière du Père-Lachaise.

## Publications
- Le Procès du 4 septembre, Paris, E. Lachaud et Cie, 1876, 71 p., in-18 (OCLC 795026769, lire en ligne sur Gallica).
- Hommes et Choses, Paris, Édouard Dentu, 1888, viii, 364 p., in-18 (OCLC 53751961, lire en ligne sur Gallica).
- À travers la politique, Paris, Calmann Lévy, 1894, iv-354 p., in-8º (OCLC 12599949, lire en ligne sur Gallica).
- Études et Portraits, Paris, Plon-Nourrit, 1894, 309 p., in-16 (lire en ligne sur Gallica).
- Vingt ans au Parlement, Paris, Paul Ollendorff, 1899, 418 p. (OCLC 852762937, lire en ligne).
- Figures contemporaines : comte de Chambord, Napoléon III, Gambetta, Bismarck, Léon XIII, au palais Bourbon, Paris, Calmann-Lévy, 1899, 382 p., 18 cm (OCLC 15682034).
- Théorie de l’ordre, Paris, Plon-Nourrit, 1901, xix, 396, in-8º (OCLC 612865666, lire en ligne).
- Psychologie du député, Paris, Plon-Nourrit, 1904, 309 p., in-16 (OCLC 763816020, lire en ligne sur Gallica).
- La France au dehors, Paris, Plon, 1908, 2e éd., vii, 312, in-16 (OCLC 894176150, lire en ligne).
- Portraits d’hier et d’aujourd’hui, Paris, 1913, 304 p., 18 cm (OCLC 620478503, lire en ligne).